# Северін (співачка)
Северін (фр. Séverine, справжнє ім'я Жозиан Грізо (фр. Josiane Grizeau.); народилася 10 жовтня 1948, Париж) — французька співачка, переможець конкурсу Євробачення 1971 року.

## Життєпис та кар'єра
Після закінчення школи навчалась на викладача іноземних мов і одночасно співала у різноманітних любительських колективах. Перший сингл записала у 1969 році.
Представляла Монако на конкурсі Євробачення 1971 року, де здобула перемогу з піснею «Un banc, un arbre, une rue». При цьому, за словами співачки, вона не була в Монако ні до, ні після своєї перемоги. Переможну пісню співачка записала також англійською, німецькою та італійською мовами, завдяки чому вона зайняла перше місце в хіт-парадах Канади та Швеції, друге — в країнах Бенілюксу, третє — в Ірландії. Виступала в спільних програмах з такими зірками як Джо Дассен та Мішель Сарду.
У 1970-ті роки продовжила свою сценічну кар'єру у ФРН, при цьому у 1976 та 1982 рр. брала участь у національних відборах ФРН на конкурс Євробачення. У 1999 році повернулась в Париж, де навчає співу в музичній школі.